# Казімеж Пшемиський
Казімеж Пшемиський, Пшемиський Казимир (пол. Kazimierz Przemyski, 21 лютого 1882 р., Радом, Царство Польське — 1941 р.) — польський палеонтолог, археолог, краєзнавець,педагог. Дослідник Волині періоду 12—13 століть.

## Життєпис
Народився у центральній Польщі в містечку Радом Царства Польського Російської імперії.
Після закінчення гімназії у 1901—1905 рр. навчався на природничому відділі Варшавського університету. Також навчався в 1907—1908 рр. в Ягеллонському університеті у Кракові та Новоросійський університет в Одесі в 1908—1910 рр.. Після отримання диплому працював у відділі палеонтології Новоросійського університету, досліджуючи плазунів третинного періоду. Під керівництвом професора Володимира Ласкарьова проводив геолого-палеонтологічні дослідження в околицях Одеси біля Лимана та в інших місцевостях на півдні України. 
Був членом російських природничих товариств в Одесі та Кам'янці.
Брав активну участь у польському визвольному русі: у 1906—1908 рр. був одним з організаторів революційної фракції Польської соціалістичної партії у Кракові, «Польського Дому» в Одесі.
З 1911 р. займався викладанням у російській приватній школі у Тульчині та приватно у маєтку С. Липківського біля Умані. З вересня 1929 р. викладав географію у польській державній гімназії імені Тадеуша Костюшка в Луцьку, одночасно, до кінця року виконував обов'язки директора Волинського музею.
Переїзд Пшемиського на Волинь збігся з його зацікавленням археологією. Працюючи в гімназії, постійно підтримував зв'язки з музеєм: передавав туди велику частину природничих, археологічних матеріалів, зібраних ним і його учнями під час краєзнавчих і туристичних екскурсій, які він сам і організовував.
Був активним членом Волинського товариства приятелів наук. Разом з іншими музейними співробітниками (Ян Фітцке, Зигмунт Леський, Стефан Мацко) брав участь у численних експедиціях на Волині, збираючи антропологічні, палеонтологічні та археологічні матеріали; у місцевій пресі писав про перспективи розвитку музейної справи в краю.
У вересні 1939 р. учений і далі працював у гімназії, перейменованої на середню школу № 4. На початку липня 1940 р. був заарештований НКВС і до весни 1941 р. перебував у Луцькій в'язниці. Далі був переведений до в'язниці у Харкові, звідки вислав єдине повідомлення до родини в Луцьк. Подальша доля невідома.

## Археологічні дослідження
Протягом 1930-х  років під керівництвом Пшемиського проходили дослідження у центральній частині Луцька, на його північній околиці (тоді приміське село Вишків). На Вишкові відкрито поселення давньоруського часу 12-13 століть, що входило у міську агломерацію давньоруського Луческа. У центральній частині Луцька Пшемиським виявлено два рідкісні мечі XV століття, що були передані до Волинського музею.

## Праці
- (пол.)Przemyski K., Muzeum Wołyński w Łucku / K. Przemyski // Ziemia. — 1930. — R. XV. — № 5. — S.97-98.
- (пол.)Przemyski K., W sprawie muzeow powiatowych / K. Przemyski // Dziennik Urzędovy Kuratorium Okręgu Szkolnego Wołyńskiego. — 1929. — № 11/62. — S.374-376.
- (пол.)Przemyski K., W odpowiedzy Panu J. Hoffmanowi / K. Przemyski // Dziennik Urzędowy Kuratorium Okręgu Szkolnego Wołyńskiego. — 1930. — № 1/63. — S.29.